# رودريغو دي سيانسيو
رودريغو دي سيانسيو (بالإسبانية: Rodrigo De Ciancio)‏ (30 مارس 1995 ببوينس آيرس في الأرجنتين - ) هو لاعب كرة قدم أرجنتيني في مركز الوسط.

## روابط خارجية
- رودريغو دي سيانسيو على موقع قاعدة بيانات كرة القدم.إي يو (الإنجليزية)
- رودريغو دي سيانسيو على موقع Soccerway.com (الإنجليزية)
- رودريغو دي سيانسيو على موقع AS.com (الإسبانية)